# برينتون بي. ديفيس
برينتون بي. ديفيس (بالإنجليزية: Brinton B. Davis)‏ هو مهندس معماري أمريكي، ولد في 23 يناير 1862، وتوفي في 27 يونيو 1952.